# Giuseppe Gentile
Giuseppe Gentile (Roma, 4 settembre 1943) è un ex triplista e lunghista italiano.
Ai Giochi olimpici di Città del Messico 1968 superò per due volte il record mondiale del salto triplo, ma alla fine fu terzo, medaglia di bronzo. Ha avuto anche una significativa esperienza come attore interpretando il protagonista maschile della Medea di Pier Paolo Pasolini (in cui risulta comunque doppiato da Pino Colizzi).

## Biografia

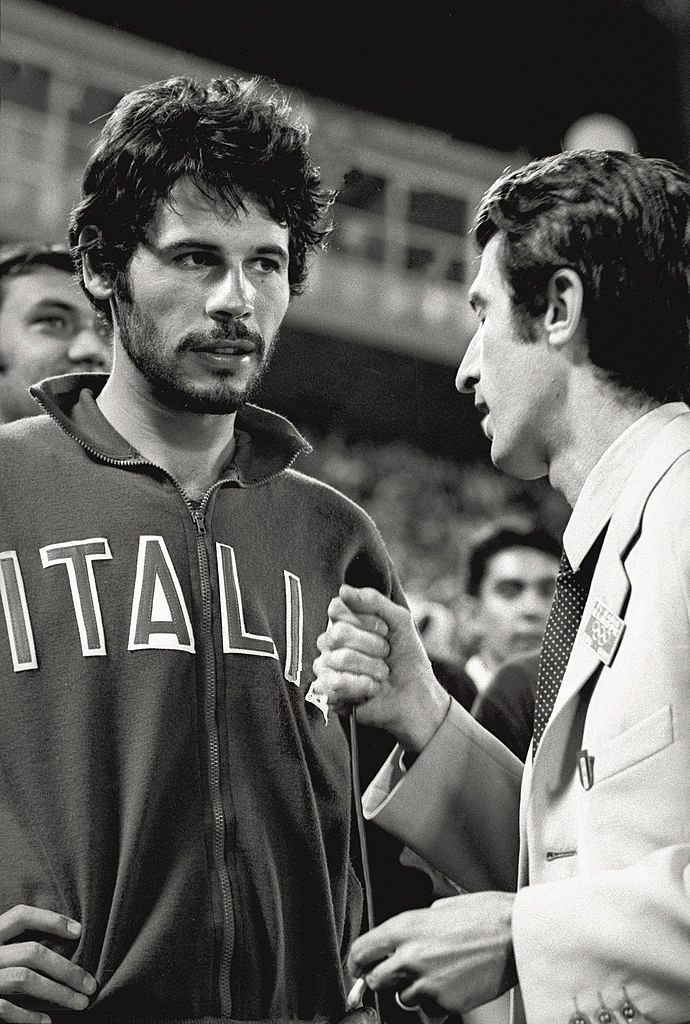
Giuseppe Gentile intervistato da Paolo Frajese allo Stadio Olimpico Universitario di Città del Messico nel 1968

Pronipote di Giovanni Gentile, illustre filosofo e ministro dell'istruzione dell'era fascista, Giuseppe Gentile è nato nel quartiere di Monte Mario a Roma. Dopo aver visto al cinema la storia dell'atleta statunitense Jim Thorpe raccontata dal film Pelle di rame, decide di dedicarsi all'atletica e all'età di 14 anni incontra presso il centro tecnico federale dell'Acqua Acetosa l'allenatore Gigi Rosati.
Come atleta Gentile ha praticato le specialità del salto in lungo e del salto triplo. Fu campione italiano di salto in lungo nel 1968 e di salto triplo negli anni 1965, 1966, 1968, 1970 e 1971. Nel 1968 migliorò il record italiano del salto in lungo di Arturo Maffei che durava da 32 anni. Partecipò a 33 gare con la nazionale azzurra, dal 1962 al 1972.
Ai Giochi olimpici di Città del Messico 1968 ottenne la medaglia di bronzo nel salto triplo. La gara messicana fu particolarmente emozionante perché Gentile stabilì due volte il record mondiale (17,10 m in qualificazione e 17,22 m nella gara del giorno seguente, entrambi i salti con vento nullo), ma il primato in pochi minuti fu superato prima dal sovietico Viktor Saneev (17,23 m) poi dal brasiliano Nélson Prudêncio (17,27 m) e quindi di nuovo da Saneev (17,39 m). Fu il secondo triplista a superare i 17 m, dopo il polacco Józef Szmidt (17,03 m nel 1960).
Rientrato a Roma, continua ad allenarsi per partecipare ai successivi Giochi olimpici di Monaco di Baviera 1972 nella stessa disciplina; nel frattempo si laurea in giurisprudenza e si sposa. A causa di un infortunio, è costretto a sospendere gli allenamenti, ma viene scoperto dal mondo della pubblicità: realizza un servizio fotografico per la rivista Oggi per pubblicizzare la nuova spider Fiat Dino, che riceve in regalo.
Grazie al servizio fotografico, viene notato dal regista Pier Paolo Pasolini, che lo ingaggia per la somma di 10 milioni di lire per interpretare il ruolo di Giasone nel film Medea, accanto a Maria Callas. Gentile dichiarò che, dopo che grazie alla sua buona fotogenia aveva ottenuto quel ruolo, ebbe altre proposte cinematografiche, che però rifiutò perché non le considerava di livello culturale interessante come quella del film di Pasolini. Pasolini non amò il forte accento romano di Gentile, che venne perciò doppiato da Pino Colizzi.
Negli anni seguenti Gentile commissionò a un artigiano di eseguire un calco della medaglia di bronzo vinta a Città del Messico e di realizzarne una copia fedele: le due medaglie furono poi divise in due e riassemblate una con la metà dell'altra e una di esse fu regalata all'allenatore Gigi Rosati. Diplomatosi al 1º corso di Maestri dello Sport, ha ricoperto per molti anni ruoli dirigenziali nel CONI.

## Record

### Mondiali
- Salto triplo: 17,10 m ( Città del Messico, 16 ottobre 1968)[5]
- Salto triplo: 17,22 m ( Città del Messico, 17 ottobre 1968)[5]

### Nazionali
- Salto in lungo: primato italiano di 7,91 m ottenuto nel 1968
- Salto triplo: 8 primati italiani - 16,17 m; 16,31 m (1965); 16,32 m; (1967); 16,34 m; 16,52 m; 16,74 m; 17,10 m; 17,22 m (1968)

## Palmarès
| Anno | Manifestazione          | Sede              | Evento       | Risultato | Prestazione | Note             |
| ---- | ----------------------- | ----------------- | ------------ | --------- | ----------- | ---------------- |
| 1962 | Europei                 | Belgrado          | Salto triplo | 19º (q)   | 15,16 m     |                  |
| 1963 | Giochi del Mediterraneo | Napoli            | Salto triplo | Argento   | 15,50 m     |                  |
| 1966 | Europei                 | Budapest          | Salto triplo | 9º        | 16,15 m     |                  |
| 1967 | Universiadi             | Tokyo             | Salto triplo | Bronzo    | 15,84 m     |                  |
| 1967 | Giochi del Mediterraneo | Tunisi            | Salto triplo | Argento   | 16,04 m     |                  |
| 1968 | Giochi olimpici         | Città del Messico | Salto triplo | Bronzo    | 17,22 m     | Record nazionale |
| 1969 | Europei                 | Atene             | Salto triplo | 7º        | 16,03 m     |                  |
| 1970 | Europei indoor          | Vienna            | Salto triplo | 7º        | 16,12 m     |                  |
| 1971 | Europei                 | Helsinki          | Salto triplo | 12º       | 14,00 m     |                  |
| 1972 | Giochi olimpici         | Monaco            | Salto triplo | 16º (q)   | 16,04 m     |                  |

## Filmografia
- Medea (1969), regia di Pier Paolo Pasolini

## Opere
- La medaglia (con)divisa: il triplo, Pasolini e Maria Callas, Fuori onda, 2012, ISBN 889742628X.